# Drepanolejeunea szechuanica
Drepanolejeunea szechuanica là một loài Rêu trong họ Lejeuneaceae. Loài này được P.C. Chen mô tả khoa học đầu tiên năm 1955.